# Henri Avril
Pour les articles homonymes, voir Avril (homonymie).
Henri Avril, de son nom complet Henri Pierre Marie Avril, né le 4 décembre 1888 à Cavan et mort le 17 janvier 1949 à Saint-Brieuc, est un homme politique français, député, résistant puis préfet.

## Biographie
Professeur et ancien combattant, il est élu député en 1919 sur les listes du Bloc national sans avoir jamais effectué le moindre mandat local. Il siège au sein d'un des groupes de la tendance conservatrice de l'Alliance démocratique.
Battu lors des élections de 1924, il reprend ses activités de professeur, puis de directeur de l'école primaire supérieure, et ne participe plus à la vie politique. Résistant pendant la Seconde Guerre mondiale, il est nommé président du Comité départemental de libération puis préfet délégué des Côtes-d'Armor. Ses convictions le poussent ensuite à adhérer à la SFIO. C'est un proche d'une des personnalités symbolisant la relève politique dans l'immédiat après-guerre, René Pleven, qu'il conseille.
Il est inhumé au cimetière communal Saint-Michel à Saint-Brieuc.
Le lycée public de Lamballe porte aujourd'hui son nom.

## Distinctions
- Commandeur de la Légion d'honneur (30 décembre 1933)[4]
- Croix de guerre 1914–1918
- Médaille de la Résistance française (15 juin 1946)[5]

## Source
- « Henri Avril », dans le Dictionnaire des parlementaires français (1889-1940), sous la direction de Jean Jolly, PUF, 1960 [détail de l’édition]